# グライヴィッツ事件

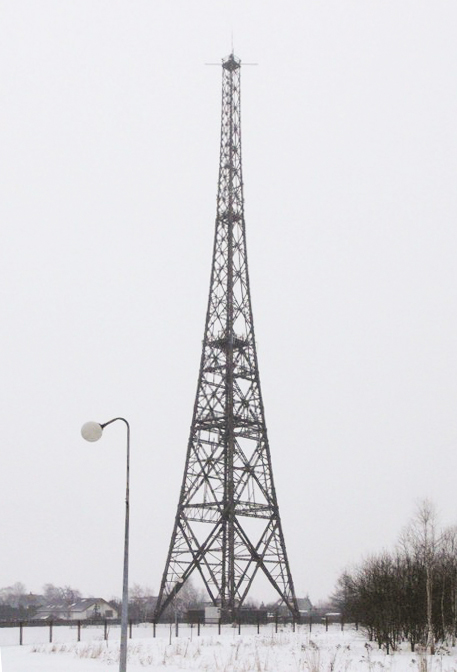
1935年に建設されたグリヴィツェ(当時はグライヴィッツ)のラジオ塔。木造構造物としては世界で最も高く、現存する唯一の木造ラジオ塔。現在は携帯電話の中継局として、またFMローカル局の放送用として使われている。

グライヴィッツ事件（グライヴィッツじけん）は、第二次世界大戦開戦前夜の1939年8月31日、ドイツ・ポーランド国境付近のグライヴィッツ市（当時はドイツ領。現在はポーランドのグリヴィツェ市）に所在するラジオ局が襲撃された事件。これはポーランド系住民のしわざに見せかけた親衛隊謀略部隊による自作自演の襲撃事件（偽旗作戦）であり、ポーランド侵攻を正当化する「ヒムラー作戦」における一連の陰謀の1つである。

## グライヴィッツでの出来事
グライヴィッツ事件について判明していることのほとんどは、戦後のニュルンベルク裁判における親衛隊少佐アルフレート・ナウヨックスの宣誓口供書による。ナウヨックスの証言によると、この事件は親衛隊大将ラインハルト・ハイドリヒと国家秘密警察のハインリヒ・ミュラーの命令により、ナウヨックス自身が準備したものである。
1939年8月31日夜、ナウヨックスに率いられた一団のドイツ工作員がグライヴィッツのラジオ局を襲撃し、シュレジェン地方のポーランド系住民に向けてポーランド語でドイツに対するストライキを呼びかけた。ドイツの目的は、この襲撃と放送を反ドイツ的ポーランド系住民の暴徒のしわざに見せかけることだった。
この襲撃場面をよりそれらしく見せるため、ナウヨックスの部隊はフランチシェック・ホニオック（Franciszek Honiok）を連れてきていた。当時44歳のホニオックはドイツ系シレジア人で、ポーランド人に好意的な人物と看做され、前日にゲシュタポによって逮捕されていた。ホニオックはポーランド軍の工作員のような服装をさせられ、致死量の毒物を注射され、銃で撃たれた。ホニオックが着せられたポーランド軍風の服を調達したのはオスカー・シンドラーである。遺体は現場のラジオ局に残され、あたかも彼がラジオ局を襲撃した際に殺されたように見せかけられた。後に遺体はドイツの警察とマスコミに提示され、ポーランド側による襲撃の証拠とされた。ホニオックに加えて、他に数人の囚人がこの目的に使用されるために準備されていた。
ドイツはこの襲撃計画を Konserve （缶詰）という暗号名で呼んでいた。このため、この事件は「缶詰事件」と呼ばれることもある。

## 事件前後の状況
グライヴィッツ襲撃と同じ時期、ポーランド・ドイツ国境沿いでは、ポーランド回廊地方における放火や、偽のプロパガンダなど、ドイツによって巧みに仕組まれた複数の事件が起きていた。すべてのプロジェクトはまとめて「ヒムラー作戦」と称された。これは全部で21件の事件からなるが、この作戦はドイツに対するポーランドの不当な攻撃を仕立て上げるのが目的であった。
グライヴィッツ襲撃の翌日の1939年9月1日に、ドイツは「白の場合」（Fall Weiß）、すなわちポーランド侵攻作戦を発動した。ヨーロッパにおける第二次世界大戦の始まりである。アドルフ・ヒトラーは臨時国会議事堂にあてられたクロル・オペラ劇場での演説でこれら21件の事件に触れ、ポーランドへの「自衛権」行使はドイツの正当な行動であるとした。